# Avro 643
O Avro Cadet foi um monoplano monomotor britânico desenvolvido pela Avro durante os anos 30. Foi usado tanto em meios militares como em meios civis.